# Overcooked 2
Overcooked 2 (stylizováno jako OVERCOOKED! 2) je kooperativní simulátor vaření, který vyvinulo, ve spolupráci s Ghost Town Games, a vydalo studio Team17. Pokračování hry Overcooked vyšlo pro Windows, macOS, Linux, PlayStation 4, Xbox One a Nintendo Switch 7. srpna 2018. Hra byla 20. října 2020 vydána pro Amazon Luna.
Overcooked: All You Can Eat, kompilace her Overcooked a Overcooked 2, byla vydána pro PlayStation 5 a Xbox Series X/S 12. listopadu 2020. Kompilace vyšla pro Nintendo Switch, PlayStation 4, Windows a Xbox One 23. března 2021 a na Google Stadia 5. května 2022.

## Hratelnost

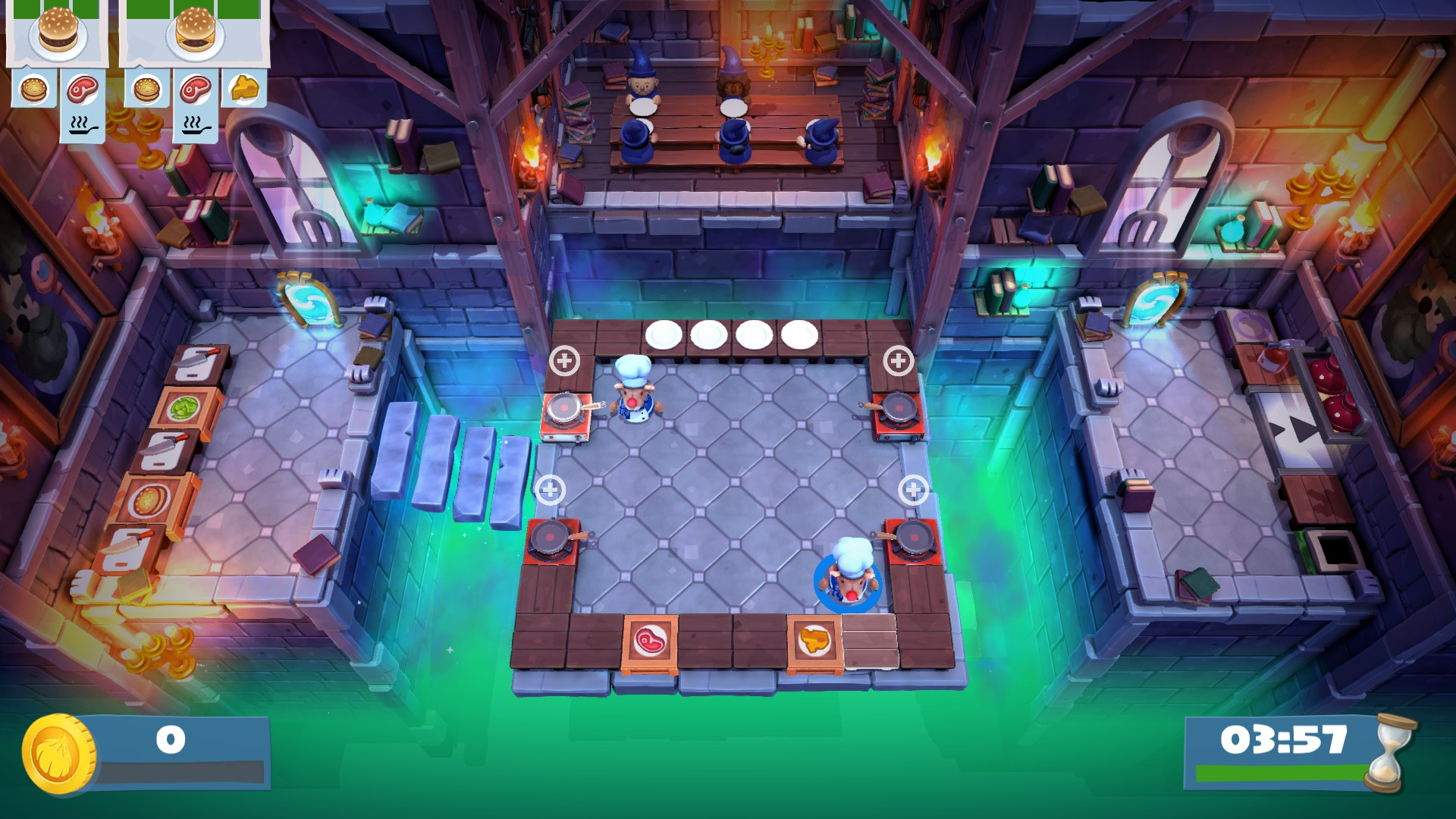
Snímek obrazovky ze hry Overcooked 2

V simulátoru vaření Overcooked 2 týmy až čtyř hráčů společně připravují a vaří v absurdních restauracích. Hráči shromažďují, krájejí a vaří ingredience, kombinují je na talířích, servírují jídla a myjí nádobí. Koordinace spěchajících objednávek spolu se vzájemnými kolizemi mezi hráči může hru snadno učinit přehlcující. Pokračování navazuje na původní hru, která byla vydána v roce 2016, s novými interaktivními úrovněmi, tématy restaurací, kostýmy šéfkuchařů a recepty. Některé úrovně mají pohyblivé podlahy a další překážky, které komplikují proces vaření, včetně portálů, pohyblivých chodníků a neprůchodných ohňů. Jiné úrovně přecházejí mezi prostředími a recepty, například ta, která začíná přípravou salátů v horkovzdušném balónu a končí nouzovým přistáním v sushi kuchyni. Pokračování zavádí házení ingrediencí, které hráčům umožňuje házet neuvařené položky jinému kuchaři nebo do vzdáleného hrnce, a online multiplayer, ve kterém se týmy mohou propojit buď přes místní bezdrátovou síť, nebo prostřednictvím online matchmakingu.

## Vývoj
Hra vyšla na platformách Nintendo Switch, PlayStation 4, Windows a Xbox One 7. srpna 2018. Byla vyvinuta, ve spolupráci s Ghost Town Games, a vydána studiem Team17. Oznámena byla měsíc předem na E3 2018. Kromě základní hry vývojáři vytvořili doplňkový kosmetický obsah, jako například kostým postavy s motivem ptakopyska exkluzivně pro Nintendo Switch a balíček dalších kostýmů postav jako bonus k předobjednávce.

### All You Can Eat
Overcooked: All You Can Eat je kompilace obsahující hry Overcooked a Overcooked 2. Obsahuje remasterovanou verzi hry Overcooked, využívající herní engine z Overcooked 2, a také veškerý stahovatelný obsah vydaný pro obě hry. Verze All You Can Eat byla poprvé vydána jako launch titul pro PlayStation 5 a Xbox Series X/S 12. listopadu 2020 a později vydána pro Nintendo Switch, PlayStation 4, Windows a Xbox One 23. března 2021 a pro Google Stadia 5. května 2022.

## Přijetí
| Agregátor  | Skóre                                          |
| ---------- | ---------------------------------------------- |
| Metacritic | PC: 81/100 NS: 81/100 PS4: 81/100 XONE: 83/100 |

| Udělil         | Skóre      |
| -------------- | ---------- |
| Destructoid    | 9/10       |
| Eurogamer      | Doporučeno |
| Game Informer  | 8/10       |
| GameRevolution | 9/10       |
| GameSpot       | 8/10       |
| GamesRadar+    | 4/5        |
| Hardcore Gamer | 3/5        |
| IGN            | 8.5/10     |
| Nintendo Life  | 8/10       |
| PC Gamer (US)  | 78/100     |
| Push Square    | 8/10       |
| USgamer        | 3.5/5      |
| VentureBeat    | 85/100     |
| VideoGamer.com | 8/10       |

Podle agregátoru recenzí Metacritic obdržela hra „obecně pozitivní“ recenze. Několik recenzentů poznamenalo, že i když to nepůsobí jako významný posun od předchozí hry Overcooked!, bylo to dobré pokračování.
Jordan Devore z Destructoid nazval Overcooked 2 „jedním z nejlepších kooperativních titulů vůbec“. Chválil dynamický design úrovní a zběsilou hratelnost, přičemž měl drobné výhrady k prostým receptům a nedostatku svižnosti v portu pro Nintendo Switch. Johnny Chiodini z Eurogamer titul doporučil a napsal: „Overcooked 2 může být spíše vylepšeným receptem než zcela novým menu, ale zůstává vynikajícím pokračováním a příjemným kooperativním zážitkem“, a pochválil zvýšenou obtížnost. Při srovnání titulu s jeho předchůdcem Andrew Reiner z Game Informer chválil titul za online hratelnost a za to, že je méně frustrující díky shovívavějšímu bodování a omezování úrovní. Mitch Vogel z Nintendo Life a Stephen Tailby z Push Square ocenili vylepšení v prezentaci a výkonu, které hra oproti svému předchůdci zaznamenala.
Michael Leri z GameRevolution dal hře 9 z 10 a ocenil její schopnost zůstat stále svěží díky týmově obohacující kooperativní hratelnosti, dynamické mechanice úrovní a soundtracku. Kallie Plagge z GameSpot pochválila mechaniku házení a napsala: „I nová mechanika házení přidává nový rozměr jak strategii, tak nevyhnutelnému chaosu, aniž by věci příliš komplikovala.“
Sam Loveridge z GamesRadar+ kritizoval nedostatek vizuální jasnosti během chaotických herních momentů a pomalé ovládání a prohlásil: „...když jste uprostřed úrovně, veškerá frustrace se rozplyne, protože koneckonců je to skutečně zážitek, který si chcete užít s přáteli.“ Chris Schilling z PC Gamer také kritizoval chaotické rozhraní a nekonzistentní témata úrovní a uvedl, že hra působí spíše jako expanze než pokračování.

### Ocenění a nominace
| Rok  | Ocenění                                               | Kategorie                                    | Výsledek  | Ref.          |
| ---- | ----------------------------------------------------- | -------------------------------------------- | --------- | ------------- |
| 2018 | Game Critics Awards                                   | Nejlepší rodinná/sociální hra                | vítězství | [ 28 ]        |
| 2018 | Game Critics Awards                                   | Nejlepší nezávislá hra                       | nominace  | [ 28 ]        |
| 2018 | Golden Joystick Awards                                | Nejlepší kooperativní hra                    | nominace  | [ 29 ] [ 30 ] |
| 2018 | The Game Awards 2018                                  | Nejlepší rodinná hra                         | vítězství | [ 31 ] [ 32 ] |
| 2018 | Gamers' Choice Awards                                 | Fanoušky oblíbená rodinná hra pro více hráčů | nominace  | [ 33 ] [ 34 ] |
| 2018 | Australian Games Awards                               | Rodinný/Dětský titul roku                    | nominace  | [ 35 ]        |
| 2018 | The Steam Awards                                      | Nejlepší s přáteli                           | nominace  | [ 36 ]        |
| 2019 | National Academy of Video Game Trade Reviewers Awards | Design ovládání, 2D nebo omezené 3D          | nominace  | [ 37 ]        |
| 2019 | National Academy of Video Game Trade Reviewers Awards | Hra, rodinná franšíza                        | nominace  | [ 37 ]        |
| 2019 | SXSW Gaming Awards                                    | Excelence v multiplayeru                     | nominace  | [ 38 ]        |
| 2019 | 15th British Academy Games Awards                     | Britská hra                                  | nominace  | [ 39 ]        |
| 2019 | 15th British Academy Games Awards                     | Rodinná                                      | nominace  | [ 39 ]        |
| 2019 | 15th British Academy Games Awards                     | Pro více hráčů                               | nominace  | [ 39 ]        |
| 2019 | Italian Video Game Awards                             | Nejlepší rodinná hra                         | nominace  | [ 40 ] [ 41 ] |
| 2019 | Develop:Star Awards                                   | Hra roku                                     | vítězství | [ 42 ] [ 43 ] |
| 2019 | The Independent Game Developers' Association Awards   | Nejlepší sociální hra                        | nominace  | [ 44 ]        |
| 2019 | British Academy Children's Awards                     | Hra                                          | nominace  | [ 45 ]        |